# 涂阿玉
涂阿玉（1954年9月29日—）是一位台灣知名職業高爾夫球員，出生於台灣台中縣豐原市（今臺中市豐原區），師從台灣高爾夫之父陳金獅，亦是他的四子陳碧宗的妻子。涂阿玉主要參加日本女子高爾夫球巡迴賽（JLPGA）與美國女子高爾夫球巡迴賽（LPGA），也是台灣史上最出色的女子高爾夫球員之一。2016年入選日本高爾夫殿堂，並在2017年接受表揚。
涂阿玉從1974年至2002年間曾獲得71座日本女子高爾夫球巡迴賽冠軍，也曾7度成為日本女子高爾夫球巡迴賽獎金王。她在1986年獲得馬自達日本菁英賽的冠軍，該賽事同時隸屬美國女子高爾夫球巡迴賽與日本女子高爾夫球巡迴賽
，於是她也成為第1位贏得美國女子高爾夫球巡迴賽的台灣球員。涂阿玉也在1976年至1980年參加美國女子高爾夫球巡迴賽賽事。

## 生平
涂阿玉在1974年成為職業高爾夫球員，當年就獲得日本東海傳統高爾夫球賽冠軍，隔年則奪下廣島女子公開賽冠軍。涂阿玉在1976年則獲選為美國女子高爾夫球巡迴賽最佳新人。
涂阿玉在1974年參加日本女子高爾夫球巡迴賽。從1974年到1993年期間，二十年連續每年贏一場以上冠軍。涂阿玉在1982年成為日本女子高爾夫球巡迴賽獎金王，並創下連續22場比賽名列前10名的紀錄。她在1983年成為第一位贏得日本女子高爾夫球公開賽的外籍球員。她從1982年取得10勝、1983年取得11勝、1984年取得10勝、1985年取得10勝、1986年取得10勝，共51勝，連續5年成為日本女子高爾夫球巡迴賽獎金王。
她生涯總共7度獲得日本女子高爾夫球巡迴賽獎金王榮銜、71座日本女子高爾夫球巡迴賽冠軍、生涯累積獎金7億3300萬日圓。

## 外部連結
- Profile on LPGA of Japan Tour's official site （日語）